# Escalade aux Jeux mondiaux
L'escalade figure au programme des Jeux mondiaux depuis l'édition de Duisbourg 2005 avec des épreuves dans les disciplines de la difficulté et de la vitesse.

## Éditions
- Duisbourg 2005
- Kaohsiung 2009
- Cali 2013
- Wroclaw 2017
- Birmingham 2022

## Palmarès

### Hommes

#### Difficulté
| Édition | Or                       | Argent                        | Bronze            |
| ------- | ------------------------ | ----------------------------- | ----------------- |
| 2005    | Patxi Usobiaga           | Alexandre Chabot Tomás Mrázek | -                 |
| 2009    | Sachi Amma               | Patxi Usobiaga                | Romain Desgranges |
| 2013    | Ramon Julian Puigblanque | Jakob Schubert                | Magnus Midtbø     |
| 2017    | Keiichiro Korenaga       | Yuki Hada                     | Sean McColl       |
| 2022    | Sascha Lehmann           | Masahiro Higuchi              | Mejdi Schalck     |

#### Bloc
| Édition | Or              | Argent       | Bronze          |
| ------- | --------------- | ------------ | --------------- |
| 2017    | Yoshiyuki Ogata | Jan Hojer    | Alexey Rubtsov  |
| 2022    | Nicolas Collin  | Kokoro Fujii | Yoshiyuki Ogata |

#### Vitesse
| Édition | Or                        | Argent               | Bronze               |
| ------- | ------------------------- | -------------------- | -------------------- |
| 2005    | Alexander Peshekhonov     | Sergueï Sinitsyne    | Evgeny Vaytsekhovsky |
| 2009    | Qixin Zhong               | Evgeny Vaytsekhovsky | Maksym Styenkoviy    |
| 2013    | Dmitrii Timofeev          | Stanislav Kokorin    | Qixin Zhong          |
| 2017    | Reza Alipourshenazandifar | Danyil Boldyrev      | Stanislav Kokorin    |
| 2022    | Veddriq Leonardo          | Kiromal Katibin      | Yaroslav Tkack       |

### Femmes

#### Difficulté
| Édition | Or             | Argent         | Bronze               |
| ------- | -------------- | -------------- | -------------------- |
| 2005    | Angela Eiter   | Natalija Gros  | Marietta Uhden       |
| 2009    | Maja Vidmar    | Jain Kim       | Caroline Ciavaldini  |
| 2013    | Mina Markovic  | Jain Kim       | Dinara Fakhritdinova |
| 2017    | Anak Verhoeven | Janja Garnbret | Julia Chanourdie     |
| 2022    | Jessica Pilz   | Natsuki Tanii  | Lana Skusek          |

#### Bloc
| Édition | Or          | Argent        | Bronze       |
| ------- | ----------- | ------------- | ------------ |
| 2017    | Stasa Gejo  | Miho Nonaka   | Fanny Gibert |
| 2022    | Miho Nonaka | Katja Debevec | Mao Nakamura |

#### Vitesse
| Édition | Or                | Argent           | Bronze           |
| ------- | ----------------- | ---------------- | ---------------- |
| 2005    | Anna Stenkovaya   | Olena Ryepko     | Tatiana Ruyga    |
| 2009    | Cuilian He        | Cuifang He       | Olga Morozkina   |
| 2013    | Alina Gaidamakina | Mariia Krasavina | Iuliia Kaplina   |
| 2017    | Iuliia Kaplina    | Anouck Jaubert   | Anna Tsyganova   |
| 2022    | Emma Hunt         | Natalia Kalucka  | Franziska Ritter |

## Tableau des médailles
Mis à jour après Wroclaw 2017.

### Toutes épreuves confondues
| Rang | Nation             | Or | Argent | Bronze | Total |
| ---- | ------------------ | -- | ------ | ------ | ----- |
| 1    | Russie             | 5  | 4      | 8      | 17    |
| 2    | Japon              | 3  | 2      | 0      | 5     |
| 3    | Slovénie           | 2  | 2      | 0      | 4     |
| 4    | Chine              | 2  | 1      | 1      | 4     |
| 5    | Espagne            | 2  | 1      | 0      | 3     |
| 6    | Autriche           | 1  | 1      | 0      | 2     |
| 7    | Belgique           | 1  | 0      | 0      | 1     |
| 7    | Serbie             | 1  | 0      | 0      | 1     |
| 7    | Iran               | 1  | 0      | 0      | 1     |
| 10   | France             | 0  | 2      | 4      | 6     |
| 11   | Ukraine            | 0  | 2      | 1      | 3     |
| 12   | Corée du Sud       | 0  | 2      | 0      | 2     |
| 13   | Allemagne          | 0  | 1      | 1      | 2     |
| 14   | République tchèque | 0  | 1      | 0      | 1     |
| 15   | Canada             | 0  | 0      | 1      | 1     |
| 15   | Norvège            | 0  | 0      | 1      | 1     |

### Difficulté
| Rang | Nation             | Or | Argent | Bronze | Total |
| ---- | ------------------ | -- | ------ | ------ | ----- |
| 1    | Slovénie           | 2  | 2      | 0      | 4     |
| 2    | Japon              | 2  | 1      | 0      | 3     |
| 2    | Espagne            | 2  | 1      | 0      | 3     |
| 4    | Autriche           | 1  | 1      | 0      | 2     |
| 5    | Belgique           | 1  | 0      | 0      | 1     |
| 6    | Corée du Sud       | 0  | 2      | 0      | 2     |
| 7    | France             | 0  | 1      | 3      | 4     |
| 8    | République tchèque | 0  | 1      | 0      | 1     |
| 9    | Canada             | 0  | 0      | 1      | 1     |
| 9    | Norvège            | 0  | 0      | 1      | 1     |
| 9    | Russie             | 0  | 0      | 1      | 1     |
| 9    | Allemagne          | 0  | 0      | 1      | 1     |

### Bloc
| Rang | Nation    | Or | Argent | Bronze | Total |
| ---- | --------- | -- | ------ | ------ | ----- |
| 1    | Japon     | 1  | 1      | 0      | 2     |
| 2    | Serbie    | 1  | 0      | 0      | 1     |
| 3    | Allemagne | 0  | 1      | 0      | 1     |
| 4    | Russie    | 0  | 0      | 1      | 1     |
| 4    | France    | 0  | 0      | 1      | 1     |

### Vitesse
| Rang | Nation  | Or | Argent | Bronze | Total |
| ---- | ------- | -- | ------ | ------ | ----- |
| 1    | Russie  | 5  | 4      | 6      | 15    |
| 2    | Chine   | 2  | 1      | 1      | 4     |
| 3    | Iran    | 1  | 0      | 0      | 1     |
| 4    | Ukraine | 0  | 2      | 1      | 3     |
| 4    | France  | 0  | 1      | 0      | 1     |